# دانيال روسي (مبارز بالسيف)
دانيال روسي (بالإسبانية: Daniel Rossi)‏ هو مبارز بالسيف أوروغواياني، ولد في 29 أغسطس 1920 في مونتفيدو في الأوروغواي.

## وصلات خارجية
- دانيال روسي على موقع أوليمبيديا (الإنجليزية)